# Euselasia scotinosa
Euselasia scotinosa är en fjärilsart som beskrevs av Hans Ferdinand Emil Julius Stichel 1930. Euselasia scotinosa ingår i släktet Euselasia och familjen Riodinidae. Inga underarter finns listade i Catalogue of Life.